# Bernhard Förster (Bergbeamter)

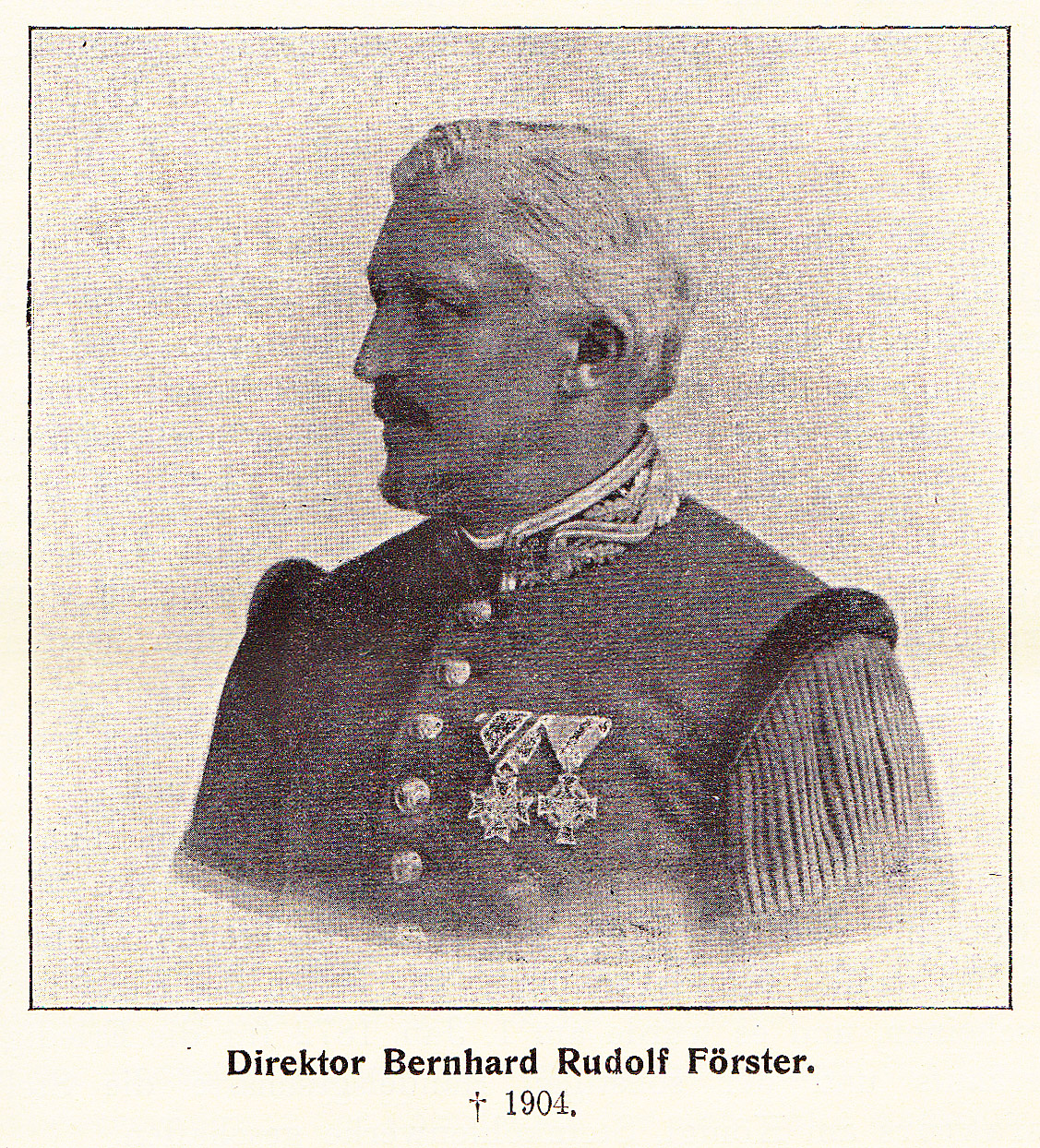

Bernhard Rudolf Förster (* 18. April 1840 in Schellenberg bei Leubsdorf; † 8. März 1904 in Dresden) war ein deutscher Bergbauingenieur und sächsischer Ministerialbeamter.

## Leben
Geboren als Sohn des Gerichtsdirektors in Augustusburg, Friedrich August Förster und dessen Frau Eugenie geb. Liebmann, studierte Bernhard Förster an der Bergakademie Freiberg. 1858 wurde er Mitglied des Corps Franconia Freiberg. Nach Abschluss des Studiums war er im sächsischen Steinkohlenbergbau tätig. 1871 wurde er Leiter der Direktion des Königlichen Steinkohlenwerks Zauckerode. Am 1. April 1886 wurde er als Hilfsarbeiter in das Sächsische Finanzministerium, dem im Königreich Sachsen der Bergbau unterstand, berufen. Gleichzeitig wurde ihm die Stelle eines Oberdirektor am Königlichen Steinkohlenwerk Zauckerode übertragen.  1891 wurde er zum Oberfinanzrat befördert. Am 1. Juni 1898 wurde Förster durch König Albert der Titel eines Geheimen Bergrats verliehen und er übernahm die Funktion als Vortragender Rat im Königlichen Finanzministerium. Zeitgleich übergab er die Direktion am Königlichen Steinkohlenwerk an seinen Nachfolger Ferdinand Max Georgi. Mit dem 1. Oktober 1903 trat Förster in den Ruhestand ein. Er verstarb mit 63 Jahren, am 8. März 1904 in Dresden und wurde auf dem Alten Annenfriedhof beigesetzt.
Förster war maßgeblich für die Einführung der Elektrizität im Grubenbetrieb in Sachsen verantwortlich. So wurde durch sein Bestreben und in  Zusammenarbeit mit Siemens & Halske, 1882 die erste elektrische Grubenbahn der Welt in Zauckerode errichtet und weiterentwickelt. Zuvor hatte er bereits Otto Lilienthal bei der Entwicklung und Erprobung vom Schrämmaschinen, ebenfalls in Zauckerode, unterstützt. Die Schließung nicht mehr ertragsfähiger sächsischer Erzbergwerke wurde von ihm durchgeführt. Er war Vorsitzender der Knappschaftsberufsgenossenschaft.
Bernhard Förster war verheiratet mit Dorothea Küttner. Der Bergmann Richard Foerster war ihr Sohn.

## Auszeichnungen
- Ritterkreuz 1. Klasse des königlich sächsischen Albrechts-Ordens[3]
- Ritterkreuz 1. Klasse des königlich sächsischen Verdienstordens[4]
- Komturkreuz 2. Klasse des königlich sächsischen Albrechts-Ordens[4]
- Ernennung zum Geheimen Bergrat[4]
- Ernennung zum Geheimen Finanzrat